# Polytrichum seminudum
Polytrichum seminudum là một loài Rêu trong họ Polytrichaceae. Loài này được (Mitt.) Wilson ex Hampe miêu tả khoa học đầu tiên năm 1872.